# John Jairo Palacios

John Jairo Palacios, mais conhecido como Palacios (Tumaco, 28 de Novembro de 1988), é um ex-futebolista colombiano que atuava como atacante.

## Carreira
Palacios teve passagem apagada pelo time B do Grêmio, e nunca disputou uma partida pelo time oficial. Passou ainda por Caxias e ASA, até se transferir para o Motagua de Honduras.